# Station Tacoignières - Richebourg
Station Tacoignières - Richebourg is een spoorwegstation aan de spoorlijn Saint-Cyr - Surdon. Het ligt in de Franse gemeente Tacoignières, vlak bij Richebourg in het departement Yvelines (Île-de-France).

## Geschiedenis
Het station werd op 15 juni 1864 geopend door de Compagnie des chemins de fer de l'Ouest bij de opening van de sectie Saint-Cyr - Dreux. Sinds zijn oprichting is het station eigendom van de Société nationale des chemins de fer français (SNCF).

## Ligging
Het station ligt op kilometerpunt 55,624 van de spoorlijn Saint-Cyr - Surdon.

## Diensten
Het station wordt aangedaan door treinen van Transilien lijn N tussen Paris-Montparnasse en Dreux. Bepaalde treinen zijn sneltrein, en doen dit station niet aan.

## Vorig en volgend station
| Richting | Vorig station | Lijn    | Volgend station   | Richting           |
| -------- | ------------- | ------- | ----------------- | ------------------ |
| Dreux    | Houdan        | Trans N | Orgerus - Béhoust | Paris-Montparnasse |